# ليون سميث
ليون سميث (بالإنجليزية: Leon E. Smith) هو سياسي أمريكي، ولد في 30 مايو 1937. حزبياً، نشط في الحزب الجمهوري. وقد انتخب عضو مجلس نواب ايداهو.